# Sister (2021)
Sister, ook bekend als My Sister (Chinees: 我 的 姐姐; Pinyin: Wǒ de jiějie; letterlijke vertaling: Mijn oudere zus) is een Chinese coming of age-dramafilm uit 2021, geregisseerd door Yin Ruoxi met Zhang Zifeng in de titulaire hoofdrol. De film is positief ontvangen, met lof voor de prestaties van Zhang Zifeng en heeft geleid tot discussie over genderrollen en traditionele waarden in de moderne Chinese samenleving.

## Verhaal
De film vertelt een verhaal over de band tussen een oudere zus en haar jongere broer. Wanneer An Ran haar ouders verliest bij een auto-ongeluk, moet ze beslissen of ze haar onafhankelijkheid wil nastreven of haar 6-jarige halfbroer wil opvoeden.

## Rolverdeling
| Acteur       | Personage   | Opmerkingen                  |
| ------------ | ----------- | ---------------------------- |
| Zhang Zifeng | An Ran      | De oudere zus van An Ziheng  |
| Xiao Yang    | Wu Dongfeng | De oom van An Ran            |
| Zhu Yuanyuan | An Rongrong | De tante van An Ran          |
| Duan Bowen   | Zhong Yong  | De chauffeur bij het ongeval |
| Connor Leong | Zhao Ming   | Het vriendje van An Ran      |
| Jin Yaoyuan  | An Ziheng   | De jongere broer van An Ran  |

## Productie
Sister werd opgenomen met een klein budget van juli tot september 2020 in Chengdu. De filmsong "Sister" is geschreven door Zhang Chu en gezongen door Roy Wang. Het nummer werd uitgebracht op 26 maart 2021.